# Pitcairnia colimensis
Espèce
Classification phylogénétique
Pitcairnia colimensis est une espèce de plantes de la famille des Bromeliaceae, endémique du Mexique.